# August Borchard
August Borchard (Lemgo, 4 luglio 1864 – Berlino, 19 febbraio 1940) è stato un chirurgo tedesco.
Studiò medicina alle università di Friburgo, Monaco, Würzburg e Jena, ricevendo il suo dottorato in quest'ultima istituzione nel 1888 con una tesi sui carcinomi dell'antro di Highmore, Ueber Carcinome der Highmorshöhle. Successivamente, lavorò come assistente nell'istituto patologico di Marburgo e come medico nella clinica chirurgica presso l'Università di Königsberg. Nel 1895 era medico nel reparto chirurgico della Diakonissenhaus di Posen. In seguito si trasferì a Berlino, dove conseguì una cattedra nel 1908.
Nel 1930 divenne membro dell'Accademia Cesarea Leopoldina. Nel 1934/35 fu presidente della Deutschen Gesellschaft für Unfallchirurgie (Associazione tedesca per la chirurgia dei traumi). Fu coautore ed editore di Archivs für klinische Chirurgie e Zentralblatts für Chirurgie.

## Opere principali
- Über Lungenschüsse, 1917.
- Lehrbuch der Kriegs-chirurgie, (con Viktor Schmieden), 1917.
- Die deutsche Chirurgie im Weltkrieg 1914 bis 1918, (con Viktor Schmieden), 1920.
- Lehrbuch der Chirurgie (con Carl Garré), 1920.[2]